# Armstedt
Armstedt est une commune allemande dans l'arrondissement de Segeberg, dans le Schleswig-Holstein. Elle fait partie de l'Amt Bad Bramstedt-Land (« Bad Bramstedt-campagne ») qui regroupe 14 communes entourant Bad Bramstedt.